# Jurków (Brzesko)
Pour les articles homonymes, voir Jurków.
Jurków est une localité polonaise de la gmina de Czchów, située dans le powiat de Brzesko en voïvodie de Petite-Pologne.